# أوين جيل
أوين جيل (بالإنجليزية: Owen Gill) هو لاعب كرة قدم أمريكية أمريكي، ولد في 19 فبراير 1962 في لندن في المملكة المتحدة.

## وصلات خارجية
- أوين جيل على موقع مرجع كرة القدم المحترفة.كوم (الإنجليزية)